# Washington Redskins 1987

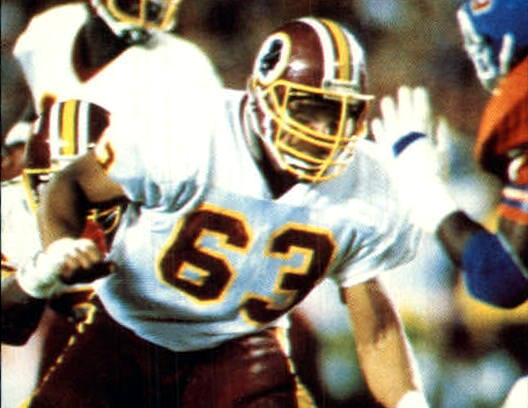
Una fase di gioco del Super Bowl XXII

La stagione 1987 dei Washington Redskins è stata la 56ª della franchigia nella National Football League e la 51ª a Washington. La stagione fu accorciata per uno sciopero dei giocatori. Delle gare della settimana 3 furono cancellate e dal quarto al sesto turno furono utilizzati giocatori di riserva.
I Redskins vinsero la NFC East con un record di 11-4 e batterono i Denver Broncos 42–10 nel Super Bowl XXII. Fu il secondo Super Bowl in sei stagioni, con il precedente titolo che era venuto anch'esso in una stagione accorciata per sciopero.
Doug Williams divenne il primo quarterback afroamericano a partire come titolare in un Super Bowl e l'unico ad emergerne vittorioso fino alla conquista di Russell Wilson del Super Bowl XLVIII con i Seattle Seahawks.
Grazie alla vittoria per 17-10 su Minnesota nella finale di conference, il capo-allenatore Joe Gibbs vinse la sua decima partita nei playoff, superando il leggendario Vince Lombardi.
L'8 marzo 2018 i Redskins annunciarono che avrebbero onorato i giocatori di riserva del 1987 con gli anelli del Super Bowl XXII.

## Roster
| Roster dei Washington Redskins nel 1987 |
| --- |
| Quarterback - 11 Mark Rypien - 10 Jay Schroeder - 17 Doug Williams Running Back - 24 Kelvin Bryant - 35 Keith Griffin - 38 George Rogers - 36 Timmy Smith Wide Receiver - 84 Gary Clark - 81 Art Monk - 83 Ricky Sanders - 89 Clarence Verdin - 80 Eric Yarber PR Tight End - 88 Joe Caravello - 86 Clint Didier - 87 Terry Orr - 85 Don Warren Offensive Linemen - 53 Jeff Bostic C - 68 Russ Grimm C - 66 Joe Jacoby T - 61 Rick Kehr G - 73 Mark May T - 63 Raleigh McKenzie G - 76 Ed Simmons T - 69 R.C. Thielemann G Defensive Linemen - 65 Dave Butz DT - 77 Darryl Grant DT - 78 Dean Hamel DT - 74 Markus Koch DE - 72 Dexter Manley DE - 71 Charles Mann DE Linebacker - 50 Ravin Caldwell - 51 Monte Coleman OLB - 55 Mel Kaufman LLB - 57 Rich Milot - 52 Neal Olkewicz MLB Defensive Back - 23 Todd Bowles FS - 34 Brian Davis - 32 Vernon Dean CB - 28 Darrell Green CB - 31 Clarence Vaughn - 40 Alvin Walton SS - 45 Barry Wilburn CB Special Team - 12 Steve Cox P - 6 Ali Haji-Sheikh K Lista delle riserve - 75 Darrick Brilz G (IR) |
| Legenda - I rookie sono in corsivo. - Il primo ruolo è il principale mentre gli eventuali successivi indicano i ruoli secondari. - (IR) sta per Injured Reserve ed indica la lista ristretta per un solo giocatore infortunato che può tornare ad allenarsi dopo la settimana 6 e a rientrare in prima squadra dopo che questa ha giocato 8 partite. - (NF-Inj.) / (NF-Ill.) stanno rispettivamente per Non-Football Injured e Non-Football Illness ed indicano le liste dove viene inserito un giocatore che ha un infortunio o una malattia non dipendente dal football americano. - (PUP) sta per Physically Unable to Perform ed indica la lista dove viene inserito un giocatore mentre è in attesa di recuperare la condizione fisica. Nella stagione regolare dopo la sesta partita giocata dalla propria squadra, il giocatore ha tempo tre settimane per riprendere ad allenarsi, più tre settimane aggiuntive dal suo rientro agli allenamenti per rientrare in prima squadra.                                                                |

## Calendario
| Stagione regolare |              |                        |                                             |                                             |                                             |                                             |
| Turno             | Data         | Avversario             | Risultato                                   | Record                                      | Stadio                                      | Sintesi                                     |
| 1                 | 13 settembre | Philadelphia Eagles    | V 34–24                                     | 1–0                                         | Robert F. Kennedy Memorial Stadium          | Recap                                       |
| 2                 | 20 settembre | at Atlanta Falcons     | S 20–21                                     | 1–1                                         | Atlanta–Fulton County Stadium               | Recap                                       |
| 3                 | N.D.         | New England Patriots   | Cancellata per uno sciopero dei giocatori † | Cancellata per uno sciopero dei giocatori † | Cancellata per uno sciopero dei giocatori † | Cancellata per uno sciopero dei giocatori † |
| 4                 | 4 ottobre    | St. Louis Cardinals    | V 28–21                                     | 2–1                                         | Robert F. Kennedy Memorial Stadium          | Recap                                       |
| 5                 | 11 ottobre   | at New York Giants     | V 38–12                                     | 3–1                                         | Giants Stadium                              | Recap                                       |
| 6                 | 19 ottobre   | at Dallas Cowboys      | V 13–7                                      | 4–1                                         | Texas Stadium                               | Recap                                       |
| 7                 | 25 ottobre   | New York Jets          | V 17–16                                     | 5–1                                         | Robert F. Kennedy Memorial Stadium          | Recap                                       |
| 8                 | 1 novembre   | at Buffalo Bills       | V 27–7                                      | 6–1                                         | Rich Stadium                                | Recap                                       |
| 9                 | 8 novembre   | at Philadelphia Eagles | S 27–31                                     | 6–2                                         | Veterans Stadium                            | Recap                                       |
| 10                | 15 novembre  | Detroit Lions          | V 20–13                                     | 7–2                                         | Robert F. Kennedy Memorial Stadium          | Recap                                       |
| 11                | 23 novembre  | Los Angeles Rams       | S 26–30                                     | 7–3                                         | Robert F. Kennedy Memorial Stadium          | Recap                                       |
| 12                | 29 novembre  | New York Giants        | V 23–19                                     | 8–3                                         | Robert F. Kennedy Memorial Stadium          | Recap                                       |
| 13                | 6 dicembre   | at St. Louis Cardinals | V 34–17                                     | 9–3                                         | Busch Memorial Stadium                      | Recap                                       |
| 14                | 13 dicembre  | Dallas Cowboys         | V 24–20                                     | 10–3                                        | Robert F. Kennedy Memorial Stadium          | Recap                                       |
| 15                | 20 dicembre  | at Miami Dolphins      | S 21–23                                     | 10–4                                        | Joe Robbie Stadium                          | Recap                                       |
| 16                | 26 dicembre  | at Minnesota Vikings   | V 27–24 (dts)                               | 11–4                                        | Hubert H. Humphrey Metrodome                | Recap                                       |

Nota: gli avversari della propria division sono in grassetto.

### Playoff
| Playoff                |                                           |                                           |                                           |                                           |                                           |                                           |                                           |
| Turno                  | Data                                      | Avversario (seed)                         | Risultato                                 | Record                                    | Stadio                                    | Sintesi                                   |                                           |
| NFC Wild Card Playoff  | Qualificati direttamente al secondo turno | Qualificati direttamente al secondo turno | Qualificati direttamente al secondo turno | Qualificati direttamente al secondo turno | Qualificati direttamente al secondo turno | Qualificati direttamente al secondo turno | Qualificati direttamente al secondo turno |
| NFC Divisional Playoff | 10 gennaio 1988                           | at Chicago Bears (2)                      | V 21–17                                   | 1–0                                       | Soldier Field                             | Recap                                     |                                           |
| NFC Championship       | 17 gennaio 1988                           | Minnesota Vikings (5)                     | V 17–10                                   | 2–0                                       | Robert F. Kennedy Memorial Stadium        | Recap                                     |                                           |
| Super Bowl XXII        | 31 gennaio 1988                           | Denver Broncos (A1)                       | V 42–10                                   | 3–0                                       | Jack Murphy Stadium                       | Recap                                     |                                           |

## Classifiche
| NFC East               |    |   |   |      |     |      |     |     |     |
|                        | V  | S | P | %    | DIV | CONF | PF  | PS  | STR |
| Washington Redskins(3) | 11 | 4 | 0 | .733 | 7–1 | 9–3  | 379 | 285 | V1  |
| Dallas Cowboys         | 7  | 8 | 0 | .467 | 4–4 | 5–7  | 340 | 348 | V2  |
| St. Louis Cardinals    | 7  | 8 | 0 | .467 | 3–5 | 7–7  | 362 | 368 | S1  |
| Philadelphia Eagles    | 7  | 8 | 0 | .467 | 3–5 | 4–7  | 337 | 380 | V2  |
| New York Giants        | 6  | 9 | 0 | .400 | 3–5 | 4–8  | 280 | 312 | V2  |

## Premi
- Doug Williams:

MVP del Super Bowl